# 様ソニ
様ソニ（さまソニ）は、FM NACK5主催のカウントダウンイベントである。2006年から2008年の大晦日に埼玉県さいたま市大宮区の大宮ソニックシティで行われ、イベントのサブタイトルは年ごとに変わる。
「様ソニ」としてのカウントダウンイベントは2008年を最後に事実上終了となった。2009年はNACK5主催でスターダストレビューのカウントダウンライブが行われた。
「様ソニ」は、「FM NACK5 SUPER COUNT DOWN LIVE 「おかげ様で（また）大宮ソニックシティでライブをすることになりました」略して「様ソニ」（サブタイトル）の略である。
千葉県千葉市・幕張（幕張メッセ、千葉マリンスタジアム）で毎年夏に行われるSUMMER SONICとは関係ない。

## イベント・サブタイトル
- 2006年　NTT東日本 埼玉支店 presents おかげ様で大宮ソニックシティでライブをすることになりました! 略して「様ソニ!」
- 2007年　NTT DoCoMo・NTT東日本 presents おかげ様でまた大宮ソニックシティでライブをすることになりました!!! 略して「様ソニ」 〜SAITAMA GIRLS & ・・・COLLECTION〜
- 2008年　NTT DoCoMo・NTT東日本 presents 「様ソニ'08」おかげ様でまたまた大宮ソニックシティでライブをすることになりました!!!

## テーマソング
テーマソングは『WE ARE THE NACK5』。リスナーから募集した歌詞に、NACK5のパーソナリティの一人であるバカボン鬼塚が曲をつけたもの。歌うのは、THE VOICE OF NACK5のメンバー。毎年バージョンが異なる。カウントダウン後に会場全体で合唱するのが恒例となっている。普段は『WE ARE THE NACK5』は封印され、毎年年末近く（11月下旬から12月頃）にその年のバージョンに再レコーディングされ封切される。バカボン鬼塚曰く、「NACK5の年末テーマソングにしたいので年末以外は放送で流さない」とのこと。『WE ARE THE NACK5』のデモ（歌詞募集時配信）版があり、バカボン鬼塚が「ラララ〜」で歌うバージョンもある。
封切番組
- 2006年 HITS! THE TOWN
- 2007年 NACK ON TOWN
- 2008年 The Nutty Radio Show 鬼玉

『WE ARE THE NACK5』
- 「THE VOICE OF NACK5」

佐藤多恵、堀江ゆかり、小嶋亜由美、山口五和、本多慶子、柴田聡、横田佳織、片桐八千代、喜多村明子、maylee、玉川美沙 、落合隼亮、プリーズ大津田、澤美代子、土屋滋生、山本昇
- コメント参加 あいざわ元気、ケイザブロー、山蔭ヒーロ
- イントロ・アウトロ 小林克也、大野勢太郎

『WE ARE THE NACK5 〜2007ver.〜』
- 「THE VOICE OF NACK5」

澤美代子、土屋滋生、横田佳織、堀江ゆかり、仁井聡子、佐藤多恵、近藤淳子、本多慶子、稲田奈緒、片桐八千代、庄司麻由里、良田麻美、プリーズ大津田、小嶋亜由美、山蔭ヒーロ、ケイザブロー、柴田聡、落合隼亮、山本昇、あいざわ元気
- コメント参加 田家秀樹
- コーラス参加 玉川美沙 、バカボン鬼塚
- イントロ・アウトロ 小林克也、大野勢太郎

『WE ARE THE NACK5 〜2008ver.〜』
- 「THE VOICE OF NACK5」

澤美代子、土屋滋生、横田佳織、堀江ゆかり、仁井聡子、佐藤多恵、本多慶子、片桐八千代、庄司麻由里、良田麻美、プリーズ大津田、小嶋亜由美、ケイザブロー、あいざわ元気、山本昇、遠近由美子、小林香織、立花優美、山口五和、有村昆、鈴木あきえ、良田麻美
- イントロ・アウトロ 小林克也、大野勢太郎

## チケット購入特典
- 2006年：様ソニ オリジナル手ぬぐい
- 2007年：様ソニ リストバンド・様ソニ プロジェクターライト
- 2008年：様ソニ リストバンド・マフラータオル

## 参加メンバー
2006年
アーティスト：かかし、CHARCOAL FILTER、キンモクセイ、サスケ
パーソナリティー：佐藤多恵、堀江ゆかり、小嶋亜由美、山口五和、本多慶子、柴田聡、横田佳織、片桐八千代、喜多村明子、maylee、落合隼亮、プリーズ大津田、澤美代子、土屋滋生、山本昇
ノベルティグッズ製作は、バカボン鬼塚が1人で担当した。（様ソニTシャツデザイン作成、様ソニてぬぐい）
2007年
アーティスト：かかし、m.o.v.e、BON-BON BLANCO、植村花菜、バキューム
パーソナリティー：バカボン鬼塚、maylee、澤美代子、土屋滋生、田家秀樹、横田佳織、堀江ゆかり、仁井聡子、佐藤多恵、あいざわ元気、近藤淳子、山本昇、本多慶子、柴田聡、稲田奈緒、片桐八千代、落合隼亮、庄司麻由里、良田麻美、プリーズ大津田、山蔭ヒーロ、小嶋亜由美、ケイザブロー、玉川美沙（少しだけ登場。植村花菜の演奏時にゲストとして参加。）
番組別担当:NACK WITH YOU…ノベルティグッズ製作、NACK ON TOWN…総合担当、NACK AFTER5…様ソニTシャツ製作、RADIO-X…ゲーム担当、など。
2008年
アーティスト：YOUNGER GENERATION、ALvino、高杉さと美、バキューム、Do As Infinity
パーソナリティー：バカボン鬼塚、土屋滋生、澤美代子、山口五和、横田佳織、堀江ゆかり、あいざわ元気、片桐八千代、プリーズ大津田、小嶋亜由美、ケイザブロー、小島麻子、庄司麻由里、良田麻美、本多慶子、佐藤多恵、小林香織、有村昆、鈴木あきえ、仁井聡子、遠近由美子、立花優美、山本昇
ノベルティグッズ担当:あいざわ元気…（リストバンド）、ケイザブロー…（マフラータオル）、澤美代子…様ソニTシャツ製作を担当

## 主な会場イベント
2006年
- 座席番号抽選でパーソナリティーとのじゃんけん大会開催（商品はNACK5各番組ステッカーの詰め合わせ）
- バカボン鬼塚製作様ソニTシャツ販売
- マル決本限定マル決ハンコ付き即売会
- アーティストグッズ即売会（CHARCOAL FILTER、キンモクセイ、サスケ）
- 様ソニRADIO　通称、コタツトーク。普段、顔を合わせないパーソナリティー同士がステージ脇の舞台に設置されたコタツに座りフリートークを行う。

2007年
- チャネリングX：ロビーにて開催。最初に座席番号の末尾で来場者を分け、「あるもの」を所持している人などの項目でふるいにかけていく（例：小銭でぴったり19円もっている人、ピアスをあけている人、など）。商品は、RADIO-X特製缶バッジ5種 + 様ソニ限定缶バッジのセット。
- グッズ即売会：NACK5のグッズ、参加アーティストのグッズの販売。マル決本には特別版の判子が2種類押されており、また、m.o.v.eのCD購入者先着45人にサイン色紙がプレゼントされた。
- NACK AFTER5製作Tシャツ売れ残り追加即売会で、売れ残りTシャツを買うと各パーソナリティーから直筆サインしてもらえる在庫一掃も行われた。
- マル決本2限定マル決ハンコ付き即売会
- プリーズ大津田写真集「限界」即売会（メディアファクトリーの倉庫にあった在庫の写真集一掃販売をした。ここで売れ残ったらプリーズ大津田自身で全て引き取る約束付き）

## 備考
様ソニ総合プロデューサー
2006年様ソニ
- 総合プロデューサー - バカボン鬼塚
- 総合司会:土屋滋生（ステージ衣装は猪の着ぐるみ）
- 会場進行:小嶋亜由美

土屋はNACK5の上層部から直接呼び出され、総合プロデューサーに要請された。各ワイド番組に出演し、半ば強制的に各番組パーソナリティーに出演要請をした。その様子が2006年様ソニのオープニングに短編ムービーとして公開された。
2007年様ソニ
- 総合プロデューサー - 土屋滋生
- アシスタント・プロデューサー - バカボン鬼塚
- 総合司会:土屋滋生（様ソニ王子。ステージ衣装はミニーマウスのコスプレ）
- 会場進行:澤美代子（様ソニ姫）

土屋は2006年の総合プロデューサーであるバカボン鬼塚から、強制的に様ソニ総合プロデューサーを引き継がされた。「様ソニ王子」と命名され各ワイド番組に出演し、各番組パーソナリティーに協力を要請した。同局番組「NACK ON TOWN」で土屋滋生の相方でもある澤美代子が「様ソニ姫」として会場進行をアシストした。
2008年様ソニ
- 総合プロデューサー - バカボン鬼塚
- アシスタント・プロデューサー - 土屋滋生
- 総合司会:土屋滋生（様ソニ官房長官）
- 会場進行:良田麻美（様ソニ官房副長官）

2008年はYOUNGER GENERATION、かかしと多忙なバカボン鬼塚の代わりに、総合プロデューサーサポート役として土屋滋生が名乗り出た。音楽関係（『WE ARE THE NACK5』の再レコーディング等）以外をバカボン鬼塚の元取り仕切る事になった。 
様ソニ先行予約販売宣伝のため鬼玉にゲスト出演した土屋滋生は、新たにマル決で「様ソニ王子」に替わるキャッチフレーズを募集した。「様ソニ王子」土屋滋生から、2008年「様ソニ官房長官」土屋滋生となった。ちなみに、総合プロデューサーのバカボン鬼塚は「様ソニ総理」。
「様ソニ」以前の NACK5 SUPER COUNT DOWN LIVEは、NACK5主催による一般アーティストのカウントダウンライヴだったが、2006年からNACK5パーソナリティーとアーティストを中心としたカウントダウンライヴになった。
- 以前のNACK5カウントダウンライヴ
  - 2003年 NACK5 15th ANNIVERSARY COUNTDOWN LIVE 〜NEXT STAGE(access)
  - 2004年 NACK5 SUPER COUNTDOWN LIVE 2005 〜challenge For The Future〜(access、The Seeker)
  - 2005年 NACK5 SUPER COUNTDOWN LIVE 2006 〜challenge For The Future〜(access、m.o.v.e)

NACK5の特番で土屋滋生が会場に乱入し、スタジオと中継を繋いでカウントダウンを行った。
- 「様ソニ」以降のカウントダウンライブ
  - 2009年 NACK5 年忘れ COUNTDOWN LIVE 09-10feat.STARDUST REVUE～J-POPがつなぐリスナーとの絆～(スターダストレビュー)

NACK5ではこのライブの中継などを含む番組をドコモ J-POP MAGAZINEの特別編として放送した。ライブには田家、仁井、MIO、ケイザブロー、チャイム!パーソナリティー陣がゲスト出演した。

## コール&レスポンス
NACK5の番組「The Nutty Radio Show 鬼玉」のコーナーである「マル決」でコール&レスポンスを募集し、実際に会場にてコール&レスポンスを行った。
2006年様ソニ
- コール：『NACK5トラフィック』
- レスポンス：『森下さーん!!』

プリーズ大津田専用
- コール：『私でいい?』
- レスポンス：『チェーンジ!!』

2007年様ソニ
- コール：『おはようございます』
- レスポンス：『大野勢太郎です!』

## 年末番組
- 2006年末特番「鬼玉大晦日」

パーソナリティー:玉川美沙、他
様ソニの会場と番組を繋ぎ放送された。除夜の鐘の108つにちなんで、鬼玉シール108枚放出企画や、会場を抜け出したパーソナリティーやアーティストが生出演した。年越しカウントダウンを行う際にスタジオと会場の時計が合っておらず、カウントダウンフライングした。
- 2007年末特番「鬼玉大晦日」

パーソナリティー:玉川美沙、他
2006年年末特番同様に、様ソニの会場と番組を繋ぎ放送された。この年の特番は玉川自身がスタジオを抜け出し、植村花菜のステージの時に会場に登場し植村花菜とトークをした後、スタジオに戻った。
- 2008年末特番「鬼玉大晦日」

パーソナリティー:玉川美沙、他